# نوشین هاشمی
نوشین هاشمی ایرانی-آمریکایی و بنیانگذار و مدیرعامل January.ai، یک شرکت سلامت مستقر در منلو پارک، کالیفرنیا است. او پیش از این معاون رئیس امور مالی و اداری در شرکت اوراکل بود.

او همچنین بنیانگذار PARSA Community Foundation  و عضو بورد Stanford Institute for Economic Policy Research ، عضو سازمان FWD.us و مشاور بنیاد اوراسیا و بنیاد پلاشرز است. وی عضو کمیته مشورتی شرکت ها و نهادهای دیگری همچون CareMessage وNautilus Biotechnology بوده است.

## زندگینامه
هاشمی در سال ۱۹۷۷ و در نوجوانی از ایران به ایالات متحده مهاجرت کرد. او مدرک لیسانس علوم در رشته اقتصاد را از دانشگاه ایالتی سن خوزه در سال ۱۹۸۴ و مدرک فوق لیسانس مدیریت را از دانشگاه استنفورد در سال ۱۹۹۳ دریافت کرد.
هاشمی در اوایل دوران حرفه‌ای خود به شرکت اوراکل پیوست و به سمت معاون رئیس امور مالی و اداری ارتقا یافت. پس از آن، هاشمی وارد کارآفرینی و امور خیریه شد و January.ai را تأسیس کرد، شرکتی که از یادگیری ماشینی برای پیشبرد مراقبت‌های بهداشتی پیشگیرانه، به ویژه برای افراد مبتلا به دیابت، استفاده می‌کند.
هاشمی همچنین رئیس و یکی از بنیانگذاران بنیاد HAND است.
وی همسر فرزاد ناظم است.

## اسناد هک شده بنیاد کلینتون
نام نوشین هاشمی و برنامه ریزی برای دیدار نانسی پلوسی با وی در اسناد هک شده بنیاد کلینتون دیده می شود. 
متیو بیشاپ در کتاب Philanthrocapitalism: How Giving Can Save the World   از جمله از نوشین هاشمی نام برده و با وی گفتگو می کند. نوشین هاشمی جامعه یهودیان مهاجر را نمونه طلایی و استاندارد در زمینه فعالیت های نیکوکارانه در جوامع دور از وطن نام میبرد. «سرمایه داری بشردوستانه» در عین حال مورد انتقاد است زیرا « در مواجهه با تهدید رسوایی شرکت‌ها، مسئولیت اجتماعی شرکتی به عنوان وسیله‌ای دیده می‌شود که از طریق آن می‌توان اعتبار شرکت‌ها را افزایش داد و تهدید مقررات دولتی را کاهش داد....توسعه مسئولیت اجتماعی شرکتی نتیجه ابتکارات خودگردان شرکت‌ها برای انجام کارهای نیک نیست، بلکه پاسخی به فعالیت‌های گسترده مسئولیت اجتماعی شرکتی از سوی سازمان‌های مردم‌نهاد، گروه‌های فشار و اتحادیه‌های کارگری است. ...امروزه، سازمان‌های بزرگ می‌توانند قدرت اقتصادی و سیاسی قابل توجهی را در مقیاس جهانی جمع‌آوری کنند. درآمد برخی کشورها از GDP بسیاری از کشورها بیشتر شده است....مدیران عامل، به عنوان روسای این شرکت‌ها، اکنون شبه سیاستمداران هستند. »